# Élections municipales de 2003 à Séville
Les élections municipales de 2003 à Séville (en espagnol : elecciones municipales de 2003 en Sevilla) se tiennent le dimanche 25 mai 2003, afin d'élire les 33 conseillers municipaux de Séville pour un mandat de quatre ans.

## Contexte
À la suite des élections municipales du 13 juin 1999, le Partido Andalucista détient la clé de la formation d'une majorité absolue au conseil municipal. Il ouvre initialement des négociations avec le Parti populaire de la maire sortante, Soledad Becerril, mais des désaccords sur la répartition des compétences entre leurs élus le fait se tourner vers le Parti socialiste,.
Socialistes et nationalistes ayant conclu un accord réservant la mairie aux premiers et les plus importants délégations exécutives au second, le candidat du Parti socialiste, Alfredo Sánchez Monteseirín, est élu maire de Séville le 3 juillet.

## Mode de scrutin

### Conditions de candidature
Peuvent présenter des candidatures, : 
- les partis et fédérations de partis inscrits auprès des autorités ;
- les coalitions de partis et/ou fédérations inscrites auprès de la commission électorale au plus tard dix jours après la convocation du scrutin ;
- et les électeurs de la commune, s'ils représentent au moins 5 000 parrainages.

### Répartition des sièges
Le nombre de conseillers municipaux est établi en fonction de la population de la commune. Les communes de plus de 100 001 habitants comptent 25 conseillers et un conseiller supplémentaire pour 100 000 habitants ou fraction, ainsi qu'un conseiller supplémentaire si le total de conseillers municipaux constitue un nombre pair. Séville comptant officiellement 704 114 habitants recensés à la fin de l'année 2002, elle dispose de 33 conseillers municipaux.
Seules les listes ayant recueilli au moins 5 % des suffrages valides — qui constitue le total des suffrages exprimés et des bulletins blancs — peuvent participer à la répartition des sièges à pourvoir dans cette même circonscription, qui s'organise en suivant différentes étapes : 
- les listes sont classées en une colonne par ordre décroissant du nombre de suffrages obtenus ;
- les suffrages de chaque liste sont divisés par 1, 2, 3... jusqu'au nombre de députés à élire afin de former un tableau ;
- les mandats sont attribués selon l'ordre décroissant des quotients ainsi obtenus[8],[9],[10].

### Élection du maire
Le maire est élu par le conseil municipal, parmi les conseillers municipaux ayant occupé la première place de leurs listes respectives. Est élu maire celui qui recueille le soutien de la majorité absolue des conseillers. Si aucun candidat n'atteint cette majorité, le conseiller municipal ayant occupé la première place de la liste qui a recueilli le plus grand nombre de suffrages est proclamé maire.

## Campagne

### Principales listes
| Force politique | Force politique                                                                                              | Force politique | Idéologie                                                          | Tête de liste                       | Résultats en 1999       |
| --------------- | --- | --------------- | ------------------------------------------------------------------ | ----------------------------------- | ----------------------- |
|                 | Parti populaire (es) Partido Popular                                                                         | PP              | Centre droit à droite Libéral-conservatisme, démocratie chrétienne | Jaime Raynaud (es)                  | 35,9 % des voix 13 élus |
|                 | Parti socialiste ouvrier espagnol (es) Partido Socialista Obrero Español                                     | PSOE            | Centre gauche Social-démocratie, progressisme                      | Alfredo Sánchez Monteseirín (Maire) | 35,2 % des voix 12 élus |
|                 | Partido Andalucista (fr) Parti andalouciste                                                                  | PA              | Centre gauche Social-démocratie, fédéralisme, nationalisme         | Pepe Núñez (es)                     | 17,6 % des voix 6 élus  |
|                 | Gauche unie Les Verts – Appel pour l'Andalousie (es) Izquierda Unida Los Verdes - Convocatoria por Andalucía | IULV-CA         | Gauche Communisme, écologisme, nationalisme                        | Paula Garvín                        | 7,8 % des voix 2 élus   |

## Résultats
|                        |                                                                     |         |       |      |        |               |  |  |  |  |  |  |  |  |
| Parti                  | Parti                                                               | Voix    | %     | +/-  | Sièges | +/-           |  |  |  |  |  |  |  |  |
|                        | Parti socialiste ouvrier espagnol (PSOE)                            | 130 958 | 38,60 | 3,39 | 14     | 2             |  |  |  |  |  |  |  |  |
|                        | Parti populaire (PP)                                                | 119 395 | 35,20 | 0,65 | 12     | 1             |  |  |  |  |  |  |  |  |
|                        | Partido Andalucista (PA)                                            | 41 805  | 12,32 | 5,32 | 4      | 2             |  |  |  |  |  |  |  |  |
|                        | Gauche unie Les Verts – Appel pour l'Andalousie (IULV-CA)           | 30 443  | 8,97  | 1,20 | 3      | 1             |  |  |  |  |  |  |  |  |
|                        | Les Verts (es) (LV)                                                 | 4 535   | 1,34  | Coal | 0      | en stagnation |  |  |  |  |  |  |  |  |
|                        | Parti socialiste d'Andalousie (es) + Gauche andalouse (es) (PSA-IA) | 1 823   | 0,54  | Coal | 0      | en stagnation |  |  |  |  |  |  |  |  |
|                        | Autres partis                                                       | 1 878   | 0,55  | -    | 0      | -             |  |  |  |  |  |  |  |  |
|                        | Vote blanc                                                          | 8 395   | 2,47  | 0,29 |        |               |  |  |  |  |  |  |  |  |
|                        |                                                                     |         |       |      |        |               |  |  |  |  |  |  |  |  |
| Suffrages exprimés     | Suffrages exprimés                                                  | 339 232 | 99,56 |      |        |               |  |  |  |  |  |  |  |  |
| Votes nuls             | Votes nuls                                                          | 1 494   | 0,44  |      |        |               |  |  |  |  |  |  |  |  |
| Total                  | Total                                                               | 340 726 | 100   | -    | 33     | en stagnation |  |  |  |  |  |  |  |  |
| Abstention             | Abstention                                                          | 241 213 | 41,45 |      |        |               |  |  |  |  |  |  |  |  |
| Inscrits/Participation | Inscrits/Participation                                              | 581 939 | 58,55 |      |        |               |  |  |  |  |  |  |  |  |

## Suites
Trois jours après la tenue du scrutin, le candidat du Partido Andalucista, Pepe Núñez (es), dit assumer la responsabilité du mauvais résultat de sa liste et renonce à prendre possession de son mandat de conseiller municipal.
Après que les directions régionales du Parti socialiste et de la Gauche unie sont parvenues à un accord global pour diriger ensemble 143 municipalités, les délégations municipales s'entendent le 7 juin à Séville pour constituer une coalition confiant quatre délégations aux trois élus de la Gauche unie et réservant celle, stratégique, de l'Urbanisme au Parti socialiste.
Le 14 juin, le maire socialiste sortant, Alfredo Sánchez Monteseirín, est réélu par le conseil municipal par 17 voix favorables. C'est alors la première fois depuis douze ans que le Partido Andalucista est exclu du gouvernement local.